# Миллер, Тайлер
Та́йлер О́стин Ми́ллер (англ. Tyler Austin Miller; 12 марта 1993, Вудбери, Нью-Джерси, США) — американский футболист, вратарь клуба «Ноттс Каунти».

## Карьера

### Молодёжная карьера
Во время обучения в Северо-Западном университете в 2011—2014 годах Миллер играл за университетскую футбольную команду в NCAA.
В периоды летних межсезоний в колледжах выступал в Премьер-лиге развития USL — в 2012 году за клуб «Ошен-Сити Нористерс» и в 2013 и 2014 годах за клуб «Чикаго Файр U-23».

### Клубная карьера
15 января 2015 года на Супердрафте MLS Миллер был выбран во втором раунде под общим 33-м номером клубом «Сиэтл Саундерс». Но игрок предпочёл присоединиться к клубу германской Региональной лиги «Юго-Запад» «Цвайбрюккен», подписав контракт до конца сезона 2014/15.
9 июля 2015 года Миллер подписал контракт с клубом USL «Сиэтл Саундерс 2». За фарм-клуб «Сиэтл Саундерс» дебютировал 12 июля в матче против «Аризоны Юнайтед», в котором оставил свои ворота в неприкосновенности. В конце июля вратарь перенёс операцию на большом пальце правой руки, из-за чего был вынужден завершить сезон досрочно.
21 декабря 2015 года Миллер был подписан основной командой «Сиэтл Саундерс». Дебютировал в высшей лиге 12 марта 2016 года в матче против «Реал Солт-Лейк». В течение двух сезонов Миллер являлся резервным вратарём «Саундерс» за спиной Штефана Фрая: в лиге провёл только три матча, в том числе один — в плей-офф, играл в матчах Открытого кубка США; кроме того, продолжил выступать за фарм-клуб.
ФК «Лос-Анджелес» на драфте расширения MLS, состоявшемся 12 декабря 2017 года, под первым номером выбрал Миллера. Миллер защищал ворота «Лос-Анджелеса» 4 марта 2018 года в первом официальном матче новой франшизы, в котором был обыгран его бывший клуб «Сиэтл Саундерс» со счётом 1:0. По окончании сезона 2019 Миллер покинул «Лос-Анджелес», но права на игрока в MLS остались у клуба.
16 января 2020 года «Миннесота Юнайтед» выкупила права на Миллера у «Лос-Анджелеса» за $200 тыс. в распределительных средствах и подписала с ним контракт до конца 2022 года с опцией продления ещё на один год. За «Миннесоту Юнайтед» он дебютировал 1 марта в матче стартового тура сезона 2020 против «Портленд Тимберс». В середине августа он получил травму бедра, из-за чего пропустил оставшуюся часть сезона 2020. В сезоне 2022 Миллер потерял место в стартовом составе «гагар», начиная с третьего матча регулярного чемпионата основным вратарём клуба стал Дейн Сент-Клэр. По окончании сезона 2022 «Миннесота Юнайтед» не стала продлевать контракт с Миллером согласно опции, но начала с ним переговоры о новом контракте.
23 ноября 2022 года Миллер на правах свободного агента присоединился к «Ди Си Юнайтед», подписав двухлетний контракт до конца сезона 2024. За вашингтонский клуб он дебютировал 25 февраля 2023 года в матче стартового тура сезона против «Торонто». Уэйн Руни, главный тренер «Ди Си Юнайтед», отобрал Миллера для участия в Матче всех звёзд MLS 2023, в котором сборная звёзд MLS под его наставничеством принимала английский «Арсенал». 26 августа в матче против «Филадельфии Юнион» Миллер получил разрыв вращательной манжеты плеча, из-за чего выбыл из строя до конца сезона 2023 и был помещён в список травмированных. «Ди Си Юнайтед» отклонил опцию продления контракта с Миллером по окончании сезона 2024.
31 марта 2025 года Миллер в качестве свободного агента присоединился к клубу английской Лиги два «Ноттс Каунти», заключив соглашение до конца сезона.

### Международная карьера
Миллер был в составе сборной США до 23 лет на Турнире в Тулоне 2015.
В марте 2016 года был вызван в олимпийскую сборную США на матчи межконтинентального плей-офф за путёвку на футбольный турнир Олимпийских игр в Рио-де Жанейро против олимпийской сборной Колумбии, однако в обоих матчах остался в запасе.
20 декабря 2018 года Миллер получил вызов в сборную США — в традиционный январский тренировочный лагерь перед товарищескими матчами со сборными Панамы и Коста-Рики, но в заявку на матчи не попал.
Миллер был включён в состав сборной США на Золотой кубок КОНКАКАФ 2019.

## Достижения
Командные
 «Сиэтл Саундерс»
- Чемпион MLS (обладатель Кубка MLS): 2016

 «Лос-Анджелес»
- Победитель регулярного чемпионата MLS: 2019

Индивидуальные
- Участник Матча всех звёзд MLS: 2023

## Статистика выступлений
| Выступление       | Выступление                   | Выступление      | Лига | Лига | Плей-офф | Плей-офф | Кубок | Кубок | Континент | Континент | Итого | Итого |
| Клуб              | Лига                          | Сезон            | Игры | ГП   | Игры     | ГП       | Игры  | ГП    | Игры      | ГП        | Игры  | ГП    |
| ----------------- | ----------------------------- | ---------------- | ---- | ---- | -------- | -------- | ----- | ----- | --------- | --------- | ----- | ----- |
| Цвайбрюккен       | Региональная лига «Юго-Запад» | 2015             | 10   | 23   | —        | —        | —     | —     | —         | —         | 10    | 23    |
| Цвайбрюккен       | Итого                         | Итого            | 10   | 23   | —        | —        | —     | —     | —         | —         | 10    | 23    |
| Сиэтл Саундерс 2  | USL                           | 2015             | 1    | 0    | 0        | 0        | —     | —     | —         | —         | 1     | 0     |
| Сиэтл Саундерс 2  | USL                           | 2016             | 12   | 15   | —        | —        | —     | —     | —         | —         | 12    | 15    |
| Сиэтл Саундерс 2  | USL                           | 2017             | 22   | 40   | —        | —        | —     | —     | —         | —         | 22    | 40    |
| Сиэтл Саундерс 2  | Итого                         | Итого            | 35   | 55   | 0        | 0        | —     | —     | —         | —         | 35    | 55    |
| Сиэтл Саундерс    | MLS                           | 2016             | 1    | 2    | 0        | 0        | 3     | 5     | 0         | 0         | 4     | 7     |
| Сиэтл Саундерс    | MLS                           | 2017             | 1    | 3    | 1        | 0        | 2     | 3     | —         | —         | 4     | 6     |
| Сиэтл Саундерс    | Итого                         | Итого            | 2    | 5    | 1        | 0        | 5     | 8     | 0         | 0         | 8     | 13    |
| Лос-Анджелес      | MLS                           | 2018             | 33   | 50   | 1        | 3        | 4     | 7     | —         | —         | 38    | 60    |
| Лос-Анджелес      | MLS                           | 2019             | 28   | 28   | 2        | 6        | 0     | 0     | —         | —         | 30    | 34    |
| Лос-Анджелес      | Итого                         | Итого            | 61   | 78   | 3        | 9        | 4     | 7     | —         | —         | 68    | 94    |
| Миннесота Юнайтед | MLS                           | 2020             | 5    | 6    | 3        | 5        | —     | —     | —         | —         | 8     | 11    |
| Миннесота Юнайтед | MLS                           | 2021             | 30   | 34   | 0        | 0        | —     | —     | —         | —         | 30    | 34    |
| Миннесота Юнайтед | MLS                           | 2022             | 3    | 3    | 0        | 0        | 2     | 1     | —         | —         | 5     | 4     |
| Миннесота Юнайтед | Итого                         | Итого            | 38   | 43   | 3        | 5        | 2     | 1     | —         | —         | 43    | 49    |
| Ди Си Юнайтед     | MLS                           | 2023             | 25   | 38   | —        | —        | 0     | 0     | 0         | 0         | 25    | 38    |
| Ди Си Юнайтед     | MLS                           | 2024             | 5    | 15   | —        | —        | —     | —     | 0         | 0         | 5     | 15    |
| Ди Си Юнайтед     | Итого                         | Итого            | 30   | 53   | —        | —        | 0     | 0     | 0         | 0         | 30    | 53    |
| Ноттс Каунти      | Лига два                      | 2024/25          | 0    | 0    | —        | —        | —     | —     | —         | —         | 0     | 0     |
| Ноттс Каунти      | Итого                         | Итого            | 0    | 0    | —        | —        | —     | —     | —         | —         | 0     | 0     |
| Всего за карьеру  | Всего за карьеру              | Всего за карьеру | 176  | 257  | 7        | 14       | 11    | 16    | 0         | 0         | 194   | 287   |